# چشم‌گرد لاغر قرمز
چشم‌گرد لاغر قرمز (نام علمی: Loris tardigradus) نام یک گونه از سرده چشم‌گرد لاغر است.